# Readjuster Party
Die Readjuster Party war in Virginia etwa zwischen 1877 und 1895 aktiv. Die Partei hatte sich zum Ziel gesetzt, die Macht der Reichen und Privilegierten zu brechen, und setzte auf den Ausbau des Bildungssystems. In Virginia wurde sie von William Mahone (1826–1895) geführt, der dann zwischen 1881 und 1887 den Staat Virginia im US-Senat vertrat.
Die Partei entstand aus einem Bündnis aus Teilen der Republikanischen Partei, der Demokratischen Partei und den Afroamerikanern. Ein wesentlicher Punkt ihres Parteiprogramms war der Abbau der Schulden Virginias aus der Zeit vor dem Bürgerkrieg, die hauptsächlich aus Investitionen in die Infrastruktur stammten. Die Gegner der Partei forderten, Virginia solle alle Schulden einschließlich jener des Krieges plus Zinsen zurückbezahlen. Die Readjuster Party war auch gegen die sogenannten „Poll Tax“-Gesetze, die das Wahlrecht an bestimmte Besitztümer knüpfte. William E. Cameron wurde von Mahone persönlich als Kandidat für das Amt des Gouverneurs von Virginia ausgesucht. Cameron übte dieses Amt dann zwischen 1882 und 1886 als einziger Gouverneur Virginias, der dieser Partei angehörte, aus. Mahone selbst schaffte den Sprung als Senator in den US-Kongress. Dort schloss er sich aber mehr und mehr der republikanischen Fraktion an.
Im Verlauf der 1880er Jahre zerfiel diese Partei allmählich. In Virginia dominierten dann vorwiegend die Demokraten, die zwischen 1886 und 1970 ununterbrochen die Gouverneure dieses Staates stellten.